# Dana Cranston
Dana Margaret Cranston (Fort St. John, 5 dicembre 1991) è una pallavolista canadese.
Gioca nel ruolo di schiacciatrice nel Turnverein Fischbek von 1921.

## Carriera
La carriera di Dana Cranston inizia nei tornei scolastici canadesi, prima di trasferirsi per motivi di studio negli Stati Uniti d'America, entrando a far parte della squadra di pallavolo femminile della Colorado State University, con cui prende parte alla Division I NCAA dal 2009 al 2012; nel 2013 riceve le prime convocazione nella nazionale canadese.
Nella stagione 2013-14 firma il suo primo contratto professionistico nella Ligue A francese, dove difende i colori dell'Istres Ouest Provence Volley-Ball; dopo essersi presa un periodo di pausa, nel gennaio 2015 viene ingaggiata per la seconda parte di stagione dal Turnverein Fischbek von 1921 di Amburgo, nella 1. Bundesliga tedesca.

## Palmarès

### Premi individuali
- 2012 - All-America Third Team